# Soilwork
Soilwork est un groupe de death metal mélodique suédois, originaire de Helsingborg. Il est formé en 1995 et compte plus d'une dizaine d'albums.

## Biographie

### Débuts (1995–1999)
Fondé en 1995, le groupe était tout d'abord connu sous le nom de Inferior Breed, avec les membres suivants : Bjorn Strid (ou Bjorn "Speed" Strid, chanteur du groupe, faisant également partie des groupes Disarmonia Mundi et Terror 2000 (en)), Peter Wichers (guitare rythmique), Jimmy Persson (batterie), Mattias Nilsson (guitare rythmique et solo) et Carl-Gustav Döös (basse).
À l'automne 1996, le groupe prend le nom actuel de Soilwork. Après une démo intitulée In Dreams We Fall Into the Eternal Lake, ils trouvent Ola Flink, nouveau bassiste du groupe, pour se lancer dans la préparation de leur tout premier album, Steelbath Suicide, signé sur le label français Listenable Records. Après l'enregistrement de l'album, quelques modifications viennent s'ajouter à la formation : Henry Ranta prend place à la batterie et Ola Frenning (oncle de Peter) à la guitare rythmique et solo.

### The Chainheart Machine(1999–2001)
En 1999 sort leur deuxième album, The Chainheart Machine. L'album est bien accueilli et le groupe réussit à obtenir un contrat avec le label Nuclear Blast, permettant de partir en tournée avec des groupes comme Defleshed, Cannibal Corpse, et même brièvement avec Dark Tranquillity.
Ils publient leur troisième album A Predator's Portrait, qui est aussi bien accueilli par la presse spécialisée, et qui amène Soilwork sur le devant de la scène death metal mélodique avec In Flames. Le groupe joue au Wacken Open Air la même année, et tourne intensément avec Annihilator et Nevermore.

### Natural Born Chaos(2001–2002)

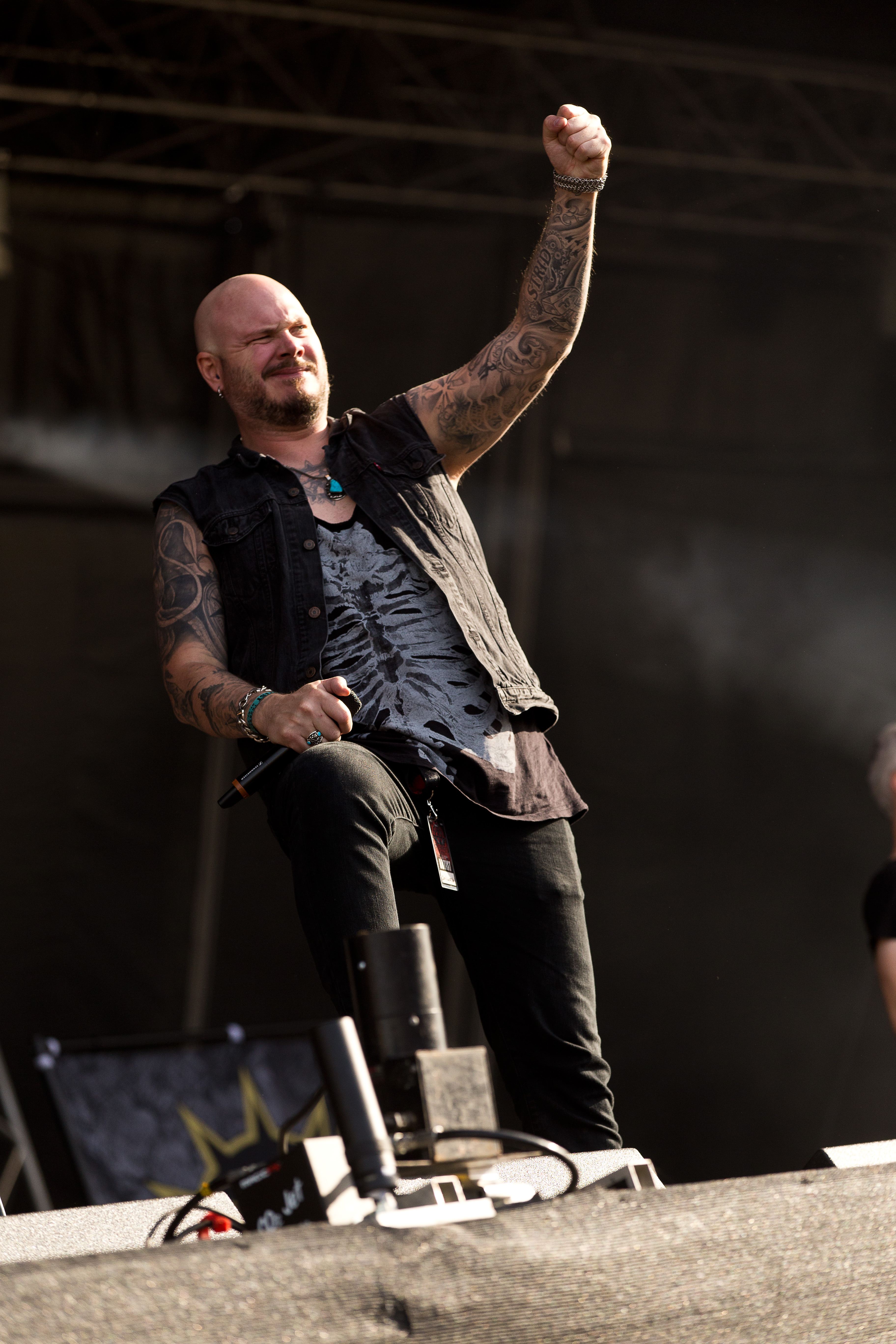
Björn Strid au Rockharz Open Air, en 2016.

Dans la continuité de leur succès, Soilwork entre de nouveau en studio à la fin de 2001 pour enregistrer la suite de A Predator's Portrait avec Devin Townsend et Fredrik Nordström. Natural Born Chaos est publié en 2002. Soilwork tourne en Europe en soutien à l'album, et, pour la première fois, aux États-Unis, d'abord avec notamment Hypocrisy, Scar Culture, Chimaira, Unearth et Killswitch Engage en été puis avec In Flames en fin d'année. Après leur tournée, ils commencent à écrire leur cinquième album.

### Figure Number Five(2002–2004)
En décembre 2002, Soilwork entre en studio pour l'enregistrement de leur cinquième album. Après l'enregistrement, le groupe commence une tournée européenne avec Children of Bodom et Shadows Fall entre avril et mai. Ce même mois, Figure Number Five est publié. Au début de juin, le batteur Henry Ranta quitte le groupe pour se consacrer à sa vie privée, et est remplacé une semaine plus tard par Richard Evensand. Le groupe embarque ensuite dans une tournée avec In Flames, Chimaira, et Unearth,. En septembre, Soilwork tourne au Japon avec Children of Bodom. Après leur petite virée au Japon, Soilwork tourne brièvement en Australie. Plus tard dans l'année, ils tournent de nouveau en Amérique du Nord avec Chimaira, As I Lay Dying et Bleeding Through. Après la tournée, Richard Evensand quitte le groupe pour replacer le batteur Andols Herrick qui a quitté Chimaira. Soilwork annonce initialement son remplacement temporaire par Dirk Verbeuren de Scarve. Verbeuren le remplacera ensuite à plein temps.
Au début de 2004, le chanteur Björn « Speed » Strid participe à quelques chansons du groupe de death metal italien Disarmonia Mundi. En avril, le groupe annonce un renouvellement de son contrat avec le label Nuclear Blast Records. Ce même mois, le groupe revient jouer en Australie avec Anthrax, Embodiment 12:14, et Killswitch Engage. En mi-2004, Soilwork tourne au Japon pour la deuxième fois avec Dark Tranquillity. En septembre, Soilwork entre au studio pour enregistrer son sixième album, Stabbing the Drama.

### Stabbing the Drama(2005–2006)

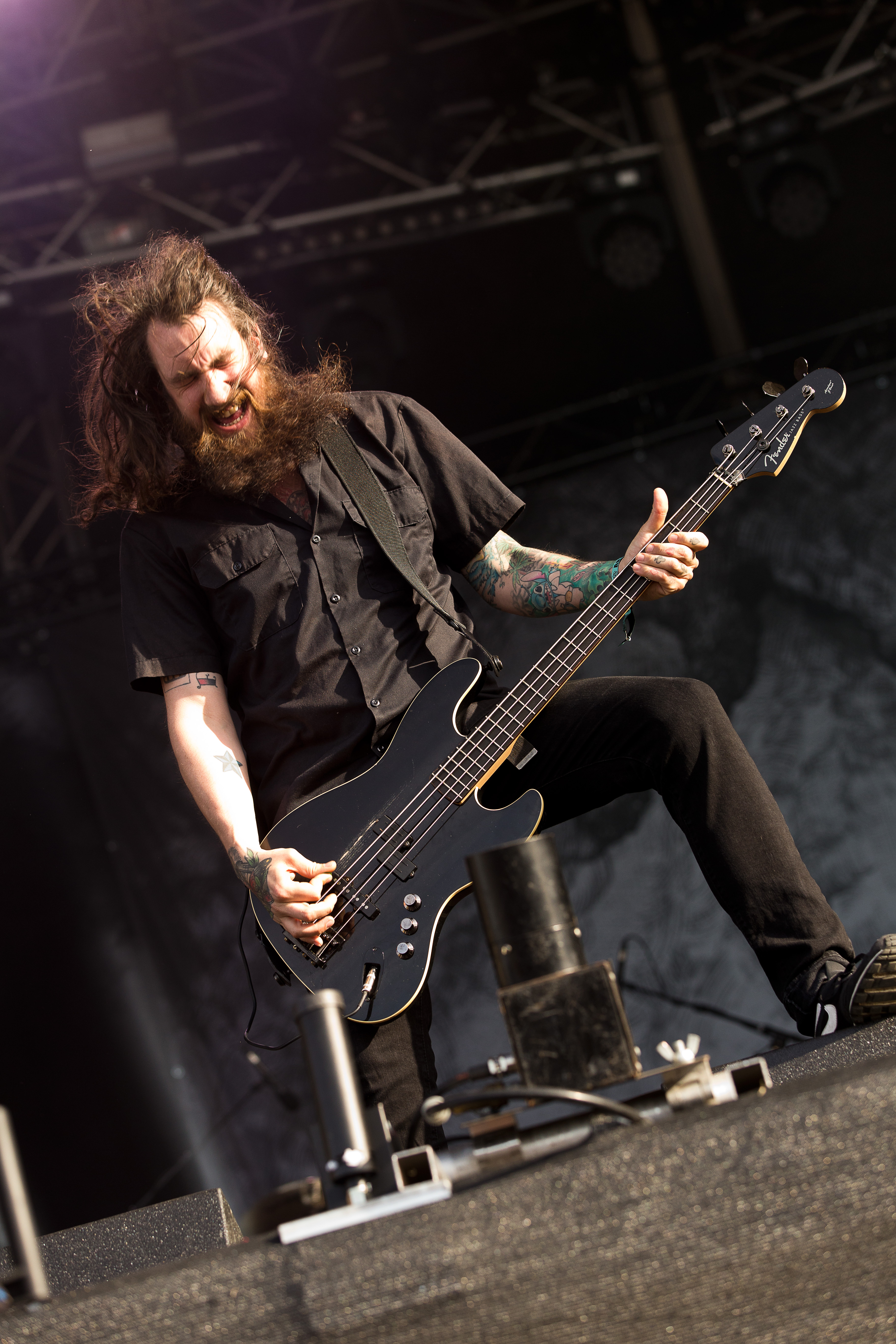
Markus Wibom au Rockharz Open Air 2016.

Soilwork entre aux Dug Out Studios le 14 septembre 2005 pour enregistrer leur sixième album. Une semaine plus tard, ils enregistrent finalement aux Fascination Street Studios. En février 2005 sort l'album Stabbing the Drama. L'album atteint la 19e place des classements, dont la 14e en Suède. Le groupe se fait aussi connaitre progressivement aux États-Unis. Stabbing the Drama atteint les 12e et 21e places du Billboard Heatseeker et des Independent Album Charts, respectivement. Le groupe participe aussi à l'Ozzfest. En novembre, le groupe tourne ensuite localement avec Fear Factory.
À la fin de 2005, le guitariste Peter Wichers quitte le groupe, épuisé par les tournées et préoccupé par ses problèmes personnels. Le même mois, Strid annonce un second album avec Disarmomia Mundi. En décembre 2005, un nouvel article posté par le guitariste Peter Wichers sur leur site internet explique : « J'ai décidé de quitter Soilwork. Ça a été une des décisions les plus difficiles que j'ai eu à prendre, Soilwork a non seulement été mon groupe mais aussi ma seconde famille et de très bons amis depuis dix ans. Je suis simplement épuisé à cause des tournées, et j'ai atteint un moment de ma vie où partir en tournée est tout simplement devenu impossible. J'ai besoin de faire une pause loin de la vie en tournée, afin de pouvoir construire des bases solides pour ma vie future. »
En mai 2006, Daniel Antonsson est annoncé en remplacement de Peter Wichers. Soilwork passe son été aux festivals européens. En septembre 2006, ils tournent au Royaume-Uni et en Turquie. Le groupe annule ensuite ses dates en Turquie, à la suite de bombardements terroristes envers des toursites. En octobre tourne en Amérique du Nord cette fois avec Darkest Hour, Mnemic et Threat Signal,.

### Sworn to a Great Divide(2007–2010)
Au début de mars 2007, Soilwork commence à enregistrer des chansons pour son septième album, Sworn to a Great Divide. À la fin de juin, Ola Frenning annonce que l'album est terminé. Soilwork tourne en fin d'année avec Caliban, Sonic Syndicate, et Dark Tranquillity au Eastpak Antidote Tour. Ola Frenning part à son tour au début de 2008 pour des raisons similaires. Toutefois, Wichers réintègre le groupe en septembre de la même année ; Daniel Antonsson est remplacé par Sylvain Coudret, guitariste dans Scarve.
Deux ans plus tard, en août 2010, ils sortent l'album The Panic Broadcast, salué à sa sortie par la critique comme étant un de leurs meilleurs albums.

### Nouveaux albums (depuis 2013)
The Living Infinite, sorti en 2013, est le premier double-album studio de l'histoire du death metal mélodique[réf. nécessaire].
En mai 2016 Dirk Verbeuren part en tournée avec Megadeth en remplacement de Chris Adler. Mi-juillet, le groupe de Dave Mustaine annonce son recrutement comme membre permanent. Dans la foulée Soilwork annonce le départ de Verbeuren. Le 19 août 2016, Soilwork publie une compilation, Death Resonance.
En avril 2017 le groupe annonce que le batteur Bastian Thusgaard, qui les dépannait à la suite du départ de Verbeuren en 2016, devient un membre permanent du groupe. Fin 2018, le groupe annonce que leur bassiste Markus Wibom quitte le groupe pour des raisons familiales. Le 14 septembre 2022, le groupe annonce le décès du guitariste David Andersson.

## Membres

### Membres actuels
- Björn « Speed » Strid – chant
- Sylvain Coudret – guitare
- Rasmus Ehrnborn – basse
- Sven Karlsson – claviers
- Bastian Thusgaard - batterie
- Simon Johansson - guitare

### Anciens membres
- Ola Frenning – guitare
- Peter Wichers – guitare
- Mattias « Nizze » Nilsson – guitare
- Carl-Gustav Döös – basse
- Carlos Del Olmo Holmberg claviers
- Jimmy Persson – batterie
- Henry Ranta – batterie
- Richard Evensand – batterie
- Ola Flink – basse
- Dirk Verbeuren – batterie
- David Andersson (†) - guitare

## Discographie
- 1997 : In Dreams We Fall Into the Eternal Lake (démo)
- 1998 : Steelbath Suicide
- 2000 : The Chainheart Machine
- 2001 : A Predator's Portrait
- 2002 : Natural Born Chaos
- 2003 : Figure Number Five
- 2003 : The Early Chapters (EP)
- 2005 : Stabbing the Drama
- 2007 : Sworn to a Great Divide
- 2010 : The Panic Broadcast
- 2013 : The Living Infinite
- 2014 : Beyond the Infinite (EP)
- 2015 : The Ride Majestic
- 2016 : Death Resonance (compilation)
- 2019 :  Verkligheten
- 2020 : A Whisp Of The Atlantic
- 2022 : Övergivenheten